# Ulsan
Ulsan är en stor hamn- och industristad i sydöstra Sydkorea. Ulsan är en av Sydkoreas storstäder (gwangyeoksi), och är en självständig enhet på samma administrativa nivå som landets provinser.
Under Joseon-dynastin tillhörde orten Gyeongsang-provinsen och när provinsen delades 1895 tillföll Ulsan södra Gyeongsang.
Under de senaste decennierna har staden utvecklats snabbt och växt till en modern industristad med både varvsindustri och petrokemisk industri, oljeraffinaderi, stål- och metallsmältverk samt bilindustri.  Befolkningen inom stadsgränsen uppgår till cirka 1,1 miljoner, varav lite mer än 900 000 bor i själva centralorten.

## Administrativ indelning
Ulsan är indelad i fyra gu (stadsdistrikt) samt en gun (landskommun):
| Namn   | Namn               | Yta i km² | Invånare 31 okt 2020 | Karta |
| ------ | ------------------ | --------- | -------------------- | ----- |
| 북구   | Buk-gu (norra)     | 157,36    | 221 286              |       |
| 동구   | Dong-gu (östra)    | 36,07     | 160 453              |       |
| 중구   | Jung-gu (centrala) | 37,01     | 220 455              |       |
| 남구   | Nam-gu (södra)     | 73,47     | 325 722              |       |
| 울주군 | Ulju-gun           | 758,13    | 228 932              |       |
|        | Total              | 1 062,04  | 1 156 848            |       |

De fyra stadsdistrikten (gu) är indelade i 44 dong (stadsdelar), och Ulju landskommun är indelad i sex eup (orter) och sex myeon (små distrikt av landsbygdskaraktär).

## Vänorter
- Hagi, Japan (1968)
- Hualien, Taiwan (1981)
- Portland, USA (1987)
- Changchun, Kina (1994)
- Izmir, Turkiet (2002)
- Santos, Brasilien (2002)
- Khanh Hoa, Vietnam (2002)
- Tomsk, Ryssland (2003)
- Kumamoto, Japan (2010)